# Hochwasserrückhaltebecken Alfhausen-Rieste (Naturschutzgebiet)
Das Hochwasserrückhaltebecken Alfhausen-Rieste ist ein Naturschutzgebiet in den niedersächsischen Gemeinden Rieste und Alfhausen in der Samtgemeinde Bersenbrück und in der Stadt Bramsche im Landkreis Osnabrück.

## Allgemeines
Das Naturschutzgebiet mit dem Kennzeichen NSG WE 210 ist circa 379 Hektar groß. Es umfasst das 323 Hektar große EU-Vogelschutzgebiet „Alfsee“. Nach Westen schließt sich das Landschaftsschutzgebiet „Naturpark Nördlicher Teutoburger Wald - Wiehengebirge“ an. Das Gebiet steht seit dem 1. April 2015 unter Naturschutz. In ihm ging das zum 21. Dezember 1991 ausgewiesene Naturschutzgebiet „Reservebecken Alfhausen-Rieste“ auf, das das circa 123 Hektar große Reservebecken Alfhausen-Rieste umfasste. Das Naturschutzgebiet wird von der Biologischen Station Haseniederung betreut. Zuständige untere Naturschutzbehörde ist der Landkreis Osnabrück.

## Beschreibung
Das aus zwei Teilflächen bestehende Naturschutzgebiet liegt nördlich von Osnabrück in etwa zwischen Bramsche und Bersenbrück. Es umfasst das auch als Alfsee bezeichnete Hauptbecken und das südlich anschließende Absetzbecken des Hochwasserrückhaltebeckens, den Teil des dem Absetzbecken zufließenden Zuleiters ab der Dreihorstbrücke nördlich von Hesepe und das östlich von Alfhausen bzw. nordwestlich von Rieste liegende Reservebecken. Haupt- und Reservebecken als Speicheranlage für Hochwasser der Hase sind durch die teilweise auf einem Damm verlaufende Landesstraße 76 voneinander getrennt.
Haupt- und Absetzbecken des Alfsees sind ständig wasserführend. Sie sind durch eine rund 220 Hektar große, offene Wasserfläche geprägt, wobei etwa 210 Hektar auf das Hauptbecken und etwa 10 Hektar auf das Absetzbecken entfallen. Im Nordosten des Hauptbeckens befindet sich eine kleine, gehölzbestandene Vorschüttinsel. Ansonsten sind die ufernahen Bereiche von Haupt- und Absetzbecken weitgehend gehölzfrei. Teilweise sind an den Ufern Röhrichtbestände ausgebildet, das Westufer des Alfsees wird von einem nur stellenweise unterbrochenen, relativ schmalen Schilfgürtel eingenommen.

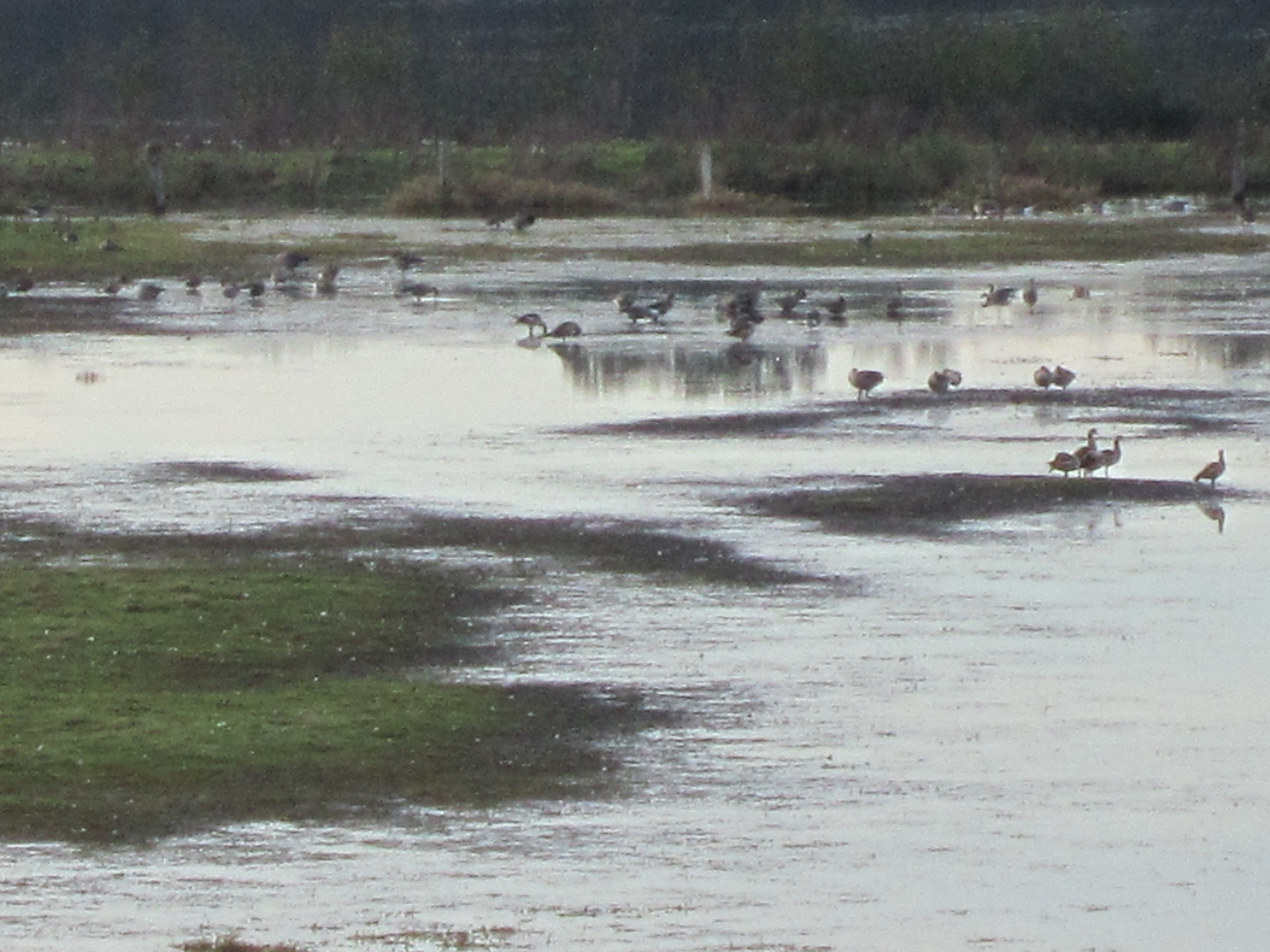
Überstaute Flächen im Reservebecken

Das Reservebecken wurde als Trockenbecken angelegt. Es ist als strukturreiche Niederungslandschaft ausgebildet und wird vom 1,15 km langen Durchleiter durchflossen, der das Wasser vom Hauptbecken über ein Auslassbauwerk zum Ableiter führt. Westlich des Durchleiters wird das Reservebecken von Grünländern und kleinen Wäldern geprägt. Östlich des Durchleiters befinden sich weitere Wälder, ein circa 16 Hektar großer See mit Flachwasserbereichen, im südlichen Bereich des Naturschutzgebietes weitere Grünländer mit Stillgewässern, die teilweise als Feuchtgrünland ausgebildet sind, und im Osten weitere offene Bereiche, die von einem Be- und Entwässerungsgraben durchzogen sind. Dieser Bereich wird im Winterhalbjahr flach überstaut. Die Wälder sind als Bruch- und Auwälder ausgebildet. Die Grünländer werden für die Mahd und teilweise als Weide extensiv genutzt.
Das Naturschutzgebiet dient einer Vielzahl von Vögeln als Nahrungs-, Rast- und Brutgebiet, darunter Wasser- und Watvögel und röhrichtbewohnende Vogelarten. Die extensiv genutzten Feuchtgrünländer des Reservebeckens haben besondere Bedeutung für Wiesenbrüter. Das Gebiet ist Lebensraum unter anderem für Graugans, Höckerschwan, Reiherente, Hauben-, Schwarzhals- und Zwergtaucher, Großer Brachvogel, Kiebitz, Flussregenpfeifer, Pirol, Teichrohrsänger und Rotmilan, die alle auch hier brüten. Der See im Reservebecken beherbergt eine Kormorankolonie. Seit 2019 ist auch der Seeadler im Gebiet heimisch. Das Gebiet hat auch besondere Bedeutung als Rast- und Überwinterungsgebiet für Wasservögel, darunter verschiedene Schwäne, Gänse, Enten, Taucher und Säger.

## Tourismus und Naturerlebnis
Haupt- und Absetzbecken sowie das Reservebecken können auf den sie umgebenden, circa acht Meter hohen Dämmen umwandert werden. Um das Reservebecken verläuft der ausgeschilderte Weg TERRA.track: Alfsee und der Themenweg TERRA.natura Tipp 9: Reges Treiben und Getümmel am Alfsee. Im Norden des Hauptbeckens und im Süden des Reservebeckens verläuft der Themenweg Storchenpfad Alfsee – Der Mensch als Landschaftsgestalter, der als Lehrpfad angelegt ist. Außerdem verlaufen regionale Fahrradrouten entlang des Naturschutzgebietes. Am Rundweg um das Reservebecken befindet sich im Südosten eine Beobachtungshütte.
Bei Rieste befindet sich direkt am Hochwasserrückhaltebecken der Alfsee Ferien- und Erholungspark unter anderem mit Campingplätzen, einem Ferienhauspark und dem Dubbelausee mit einem Badestrand und einer Wasserskianlage sowie weiteren Freizeitangeboten. In einem an den Freien- und Erholungspark angrenzenden Bereich des Hauptbeckens darf dessen Uferbereich im Sommerhalbjahr auch abseits der freigegebenen Wege betreten werden. Hier befindet sich unter anderem auch das Naturschutz- und Bildungszentrum Alfsee mit einer Ausstellung und Veranstaltungs- und Seminarräumen. Die Biologische Station Haseniederung befindet sich am Rand des Naturschutzgebietes im Nordwesten des Hauptbeckens.